# Wheesung
Choi Hwee-Sung (em coreano:  최휘성; em chinês:  輝晟; Seul, 5 de fevereiro de 1982 – Seul, 10 de março de 2025), mais conhecido pelo seu primeiro nome Wheesung, foi um cantor, compositor e produtor musical sul-coreano.

## Discografia

### Álbuns de estúdio
- 2002: Like a Movie
- 2003: It's Real
- 2004: For the Moment
- 2005: Love... Love...? Love...!
- 2007: Eternal Essence of Music
- 2009: Vocolate

### Mini-álbuns
- 2008: With All My Heart And Soul
- 2011: The Guys Are Coming
- 2014: The Best Man

### EPs
- 2006: Against All Odds
- 2008: 스마일 프로젝트 Vol.2 'Love Seat'
- 2009: 휘성 with D.O
- 2009: Insomnia
- 2010: Realslow Is Back
- 2010: Winter Night
- 2011: Words That Freeze My Heart

### OSTs
- 2006: 중천의 기억
- 2009: 우리집에 왜 왔니
- 2010: 로드 넘버원 OST part.2
- 2010: 닥터 챔프 OST part.5

## Prêmios
| Ano  | Prêmio |
| ---- | --- |
| 2002 | - 13º Seoul Music Awards: Melhor Recém-chegado - 17º Golden Disk Awards: Melhor Recém-chegado - 2002 KMTV Music Awards: Melhor Recém-chegado - 10º MBC Gasugayo: Melhor Recém-chegado - 2002 SBS Gayo Daejun: Melhor Artista de R&B    |
| 2003 | - 2003 M.net KM Music Festival: Melhor Artista Solo Masculino - 18º Golden Disk Awards: Bonsang - 2003 KMTV Music Awards: Artista do Ano - 14º Seoul Music Awards: Bonsang - 2003 SBS Gayo Daejun: Bonsang - 11º MBC Gasugayo: Bonsang |
| 2004 | - 11º Korean Music Awards: Artista do Ano - Melhor Solo Masculino - 19º Golden Disk Awards: Bonsang - 12º MBC Gasugayo: Bonsang - 2004 M.net KM Music Festival: Melhor Artista de R&B                                                  |
| 2005 | - 2005 M.net KM Music Festival: Melhor Artista de R&B - 20º Golden Disk Awards: Bonsang - 2005 KBS Gayo Daesang: Artista do Ano - 13º MBC Gasugayo: Bonsang - 2005 SBS Gayo Daejun: Bonsang                                            |
| 2007 | - 22º Golden Disk Awards: Bonsang |
| 2010 | - 17º Korea Entertainment Arts Awards: Melhor Artista de R&B |
| 2011 | - 2011 Asia Model Awards: Prêmio Cantor Popular BBF |